# 50 minutes inside
 (décembre 2021).
 (novembre 2021).
50' inside est une émission de télévision française diffusée le samedi sur TF1 de 18 h 50 à 19 h 45 du 4 novembre 2006 au 1er juin 2014, puis de 17 h 55 à 19 h 50 à partir du 7 juin 2014. Elle est présentée par Isabelle Ithurburu.
50' inside présente une succession de reportages sur la vie des stars (portrait, actualité, faits divers, etc.) avec des rubriques telles que people police ou la revue de presse. L'émission est un magazine divisé en deux parties : 50' inside : L'Actu et 50' inside : Le Mag.

## Histoire
Après des premières audiences en dessous des espérances, Nikos Aliagas est appelé en renfort pour remplacer Guillaume Lacroix à la présentation avec Sandrine Quétier à partir du 20 janvier 2007. Celui-ci reste néanmoins le rédacteur en chef de l'émission[réf. nécessaire]. Nikos Aliagas est d'ailleurs envisagé comme co-animateur dés le début de l'émission mais cela ne se fait pas car il présente la Star Academy au même moment.
En 2008, le succès de l'émission pousse TF1 à tenter de la décliner en pastilles quotidiennes de quatre minutes avec Sandrine Quétier, sous le nom de 4 minutes inside. Quelques semaines plus tard, faute d'audiences, cette variante est supprimée.
La musique du générique utilise un échantillon de la musique Immigrant Song composée par le groupe Led Zeppelin.
L'été 2009, l'émission est diffusée sous le titre Inside, les grandes enquêtes de l'été. Le 23 décembre 2009, l'émission est déclinée sous la forme d'un émission en heure de grande écoute intitulé 120 minutes inside avec pour sous-titre « 2000-2010, la décennie people ». Cette émission montre tous les événements qui ont fait la une durant la décennie 2000-2010. En 2009 toujours, on peut voir Sandrine Quétier et Nikos Aliagas « présenter » 50' inside dans un épisode de R.I.S Police scientifique intitulé People.
Du 23 janvier 2010 au 4 novembre 2017, à l'occasion des NRJ Music Awards, c'est Sandrine Quétier qui présente seule l'émission et Nikos Aliagas en direct de Cannes.
En février 2010, un nouveau plateau a été dévoilé. Le 7 juin 2014, un nouveau plateau est de nouveau dévoilé, plus moderne. Avec de nouveaux sujets, l'émission dure alors une heure de plus, de 17 h 55 à 19 h 50. L'émission change de nom pour devenir 50' inside.
Depuis le 1er novembre 2014, l'émission est divisée en deux parties : L'Actu et Le Mag.
En mai 2016, à l'occasion du Festival de Cannes 2016, une pastille quotidiennes de cinq minutes avec Christophe Beaugrand, sous le nom de 5' inside, est diffusée sur NT1.
Depuis le 2 septembre 2017, un nouveau plateau a été dévoilé dans l'émission. Le 16 septembre 2017, l'émission fête ses 10 ans et plusieurs célébrités remplace Nikos Aliagas ou Sandrine Quétier à la présentation de l'émission et un 5 dates revenant sur l'histoire avec des archives qui ont marqué l'histoire de l'émission est donc interviewée par l’humoriste, acteur et l'animateur radio, Manu Payet.
On notera que Christophe Beaugrand et Jeff Panacloc, remplacent Nikos Aliagas et Sandrine Quétier à la présentation de l'émission, lors du lancement du 4e reportage sur l'émission en 5 dates et d'un lancement publicité, le 16 septembre 2017.
Exceptionnellement diffusé le mercredi, le 6 décembre 2017, l'émission rend un hommage enregistré de Johnny Hallyday prévoyant la mort de l'artiste.
Le 30 décembre 2017, Sandrine Quétier arrête la présentation pour se consacrer à un projet de théâtre. Elle quitte TF1 après y avoir exercé pendant 14 ans. Nikos Aliagas, présente seul l'émission depuis le 6 janvier 2018.
Le 19 mai 2018, à l'occasion du mariage du Prince Harry (Henry de Galles) et de l'actrice Meghan Markle, l'émission est exceptionnellement diffusée à 17 h 5, en direct, et présentée, à la place de Nikos Aliagas, par Christophe Beaugrand et Adélaïde de Clermont-Tonnerre, patronne de la rédaction du magazine Point de vue.
Le 27 octobre 2018, à l'occasion de la sortie de son nouvel album, Jenifer est invitée sur le plateau de l'émission et aux côtés de Nikos Aliagas pour l'émission (L'Actu). C'est la première fois qu'il y a un/une invitée depuis la création de l'émission.
Le 10 novembre 2018, à l'occasion de la 20e édition des NRJ Music Awards, c'est Christophe Beaugrand qui présente l'émission et Nikos Aliagas en direct de Cannes. L'émission est de nouveau en direct comme pour les deux précédents dates, le 12 novembre 2016 et le 4 novembre 2017. Les deux dates où Sandrine Quétier, alors ancienne présentatrice de l'émission, avait présentée seule l'émission. Le Mag, est quant à elle, pour la première fois de son histoire, une émission spéciale consacrée alors à la 20e édition de la cérémonie et en direct depuis Cannes.
Le 20 novembre 2021, Christophe Beaugrand présente à nouveau l'émission, pendant que Nikos Aliagas est à Cannes pour les NRJ Music Awards.
Le 25 avril 2023, Nikos Aliagas annonce qu'il va arrêter d'animer l'émission.

## Présentation

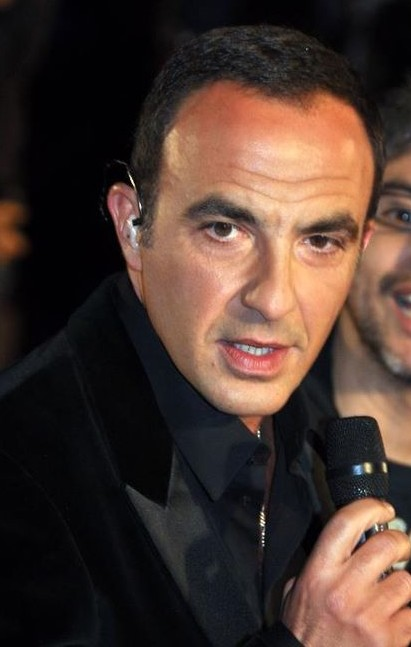
Nikos Aliagas co-présentateur puis présentateur de l'émission (2007 à 2023).

- Guillaume Lacroix (du 4 novembre 2006 au 13 janvier 2007)
- Sandrine Quétier (du 4 novembre 2006 au 30 décembre 2017)
- Nikos Aliagas (du 20 janvier 2007 au 26 août 2023)
- Isabelle Ithurburu  (depuis le 2 septembre 2023)[15]
- Christophe Beaugrand (depuis le 19 mai 2018 : joker de l'émission)

## Audiences
Le 21 mars 2009, l'émission a battu son record en termes de parts d'audience avec 28 % de PDA sur les individus de 4 ans et plus, soit 4,21 millions de téléspectateurs. L’émission avait pour sujet entre autres le retour d’Isabelle Adjani dans « La journée de la jupe », film qui lui aussi a réalisé un record d’audience lors de sa première diffusion la veille, le 20 mars 2009.
Le 12 octobre 2013, l'émission a établi son record d'audience depuis la rentrée avec 3.8 millions de téléspectateurs soit 24 % de PDA et 33 % de PDA sur les femmes de moins de 50 ans.
Depuis décembre 2014, l'émission connaît une très forte érosion d'audience. D'une moyenne de 3,5 millions de téléspectateurs en décembre, on passe quatre mois plus tard à 2,3 millions de téléspectateurs, ce qui représente seulement 17 % du public, et surtout 22 % des FRDA. L'émission semblerait menacée.
Le 6 février 2016, l'émission connaît un record d'audience. En effet, 3 720 000 téléspectateurs se sont intéressés à la partie Le Mag de l'émission, soit 21,9 % du public, ce qui constitue la meilleure PdA de l'émission depuis décembre 2015.